# Adoretosoma fusipes
Adoretosoma fusipes är en skalbaggsart som beskrevs av Heller 1923. Adoretosoma fusipes ingår i släktet Adoretosoma och familjen Rutelidae. Inga underarter finns listade i Catalogue of Life.